# Navarretia heterodoxa
Navarretia heterodoxa är en blågullsväxtart som först beskrevs av Edward Lee Greene, och fick sitt nu gällande namn av Edward Lee Greene. Navarretia heterodoxa ingår i släktet navarretior, och familjen blågullsväxter. Utöver nominatformen finns också underarten N. h. heterodoxa.